# Eugène Cornu
Pour les articles homonymes, voir Cornu.
Eugène Cornu est un architecte naval français, né à Lorient le 26 septembre 1903, et mort le 23 février 1987 aux Mureaux, dans le département des Yvelines (région Île-de-France).

## Biographie
Eugène Cornu passe son enfance à Nantes. Son oncle, qui travaille aux Chantiers de l'Atlantique à Saint-Nazaire, lui apprend à tracer des coques. En octobre 1919, il entre chez Nieuport, un pionnier de la construction aéronautique, près de Paris. Le 1er février 1923, il est engagé par Paul Jouët dans son chantier naval à Sartrouville.
Il travaille beaucoup avant la Seconde Guerre mondiale sur des plans de dériveurs de régate, et s'oriente après la guerre sur des bateaux de croisière en collaboration avec le chantier Jouët en région parisienne ; de là est né le célèbre Bélouga (dériveur lesté de 1943). C'est le véritable début de sa carrière.
De 1942 à 1957, il dessine une dizaine de modèles dont les coques sont en bois, ainsi que des dériveurs légers.
De 1946 à 1958, le chantier Jouët lance au moins une douzaine de bateaux dessinés par Cornu, dont celui sur lequel Jacques Brel apprit à naviguer, et au moins six vedettes de plaisance. D'autre part, construits par le chantier Pichavant, (hormis le Belouga, la Mouette et d'autres séries à succès), on lui doit 14 voiliers et deux vedettes. Aquarius est un des ketchs à arrière norvégien produits par ce chantier.
Après sa mort, ses archives ont été déposées au Musée de la Marine, qui dispose d'environ 130 de ses plans.
Le dériveur 470 olympique (produit à plus de 18 000 exemplaires) porte aussi la signature Cornu, mais il a été dessiné par l’architecte naval André Cornu (le père du skipper Jean-Claude Cornu), qui n'est autre que le cousin germain d'Eugène Cornu.

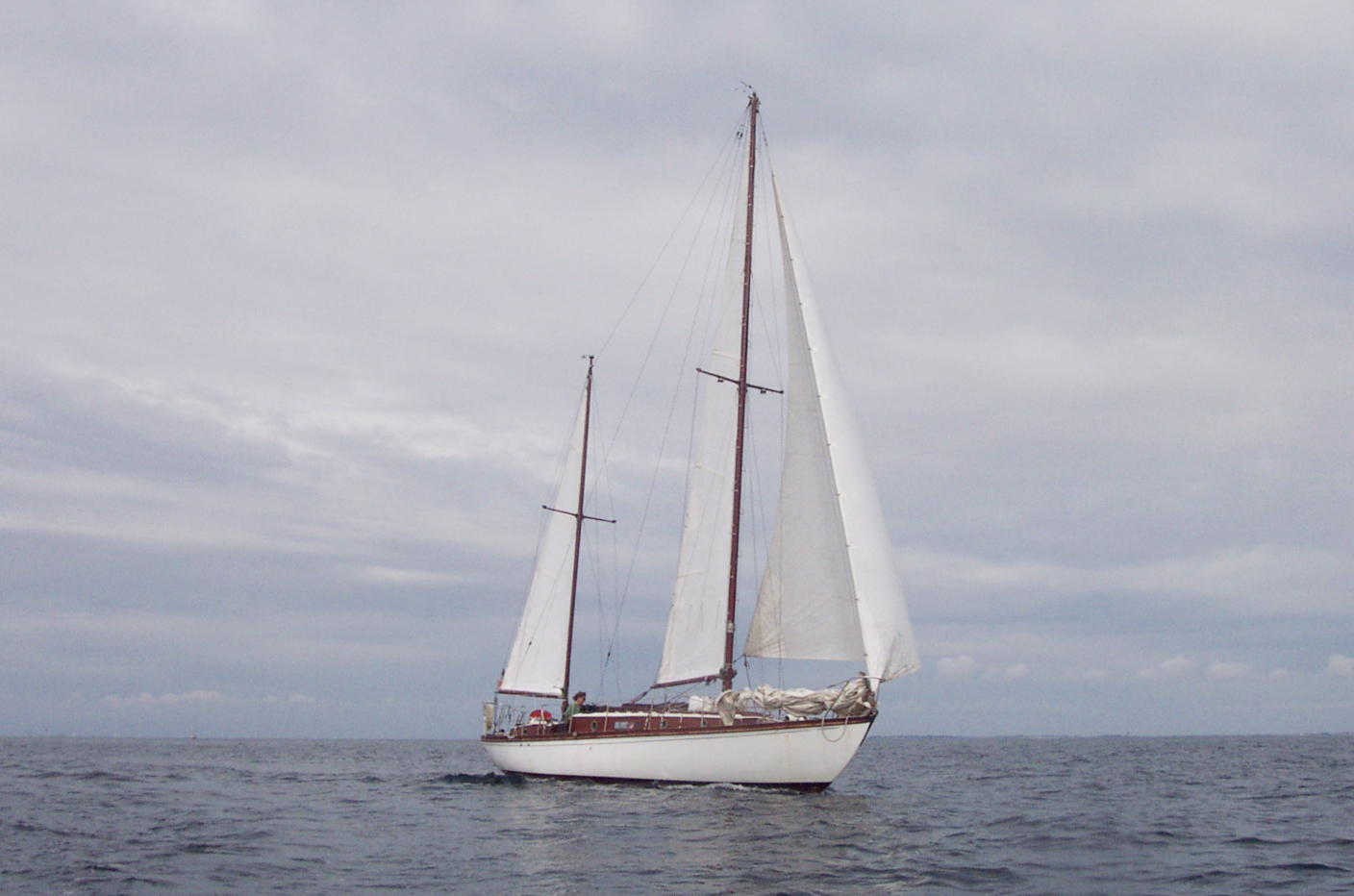
Aquarius, un ketch d'Eugène Cornu

## Sources
- Georges Auzépy-Brenneur, Eugène Cornu, architecte naval, dans le Chasse-Marée no 173, octobre 2004

## Production
Quelques modèles d'Eugène Cornu construits en série :
- Licorne, dériveur léger de 6 m, 1942
- Bélouga, 6.50 m dériveur habitable, 1943[1]
- Mouette, croiseur de 7.60 m, une soixantaine d'unités
- Ambriz, quillard 8.65 m, 1946
- Bacrif, dériveur lesté 10.06 m, 1948[2]
- Typhon, sloop "norvégien" de 10 m, une dizaine d'unités à partir de 1948
- Bar, 8.20 m dériveur lesté, 1949[3]. Tirant d'eau 0.65 m. À l'origine gréé en houari, puis en marconi, construit à 120 exemplaires[4]
- Mousse, dériveur léger 3.90 m, 1952, construit en contreplaqué puis en stratifié, environ 3000 unités[5]
- Caneton 57, 5.05 m dériveur en stratifié, plusieurs centaines
- 7m20 DL, dériveur lesté
- 9m30 DL, dériveur lesté, 1958, une trentaine d'unités[6]. Le point de vue du propriétaire de Naïade IV dans la revue Bateaux [7].
- 11.30 m DL, 17 unités à partir de 1958
- Classe III 10.30 m, une quinzaine d'unités dont cinq chez Pichavant à partir de 1959

Quelques modèles construits à l'unité :
- Alain Gerbault, cotre construit chez Jouët, 1930
- Arielle, vedette à moteur de Marin-Marie, 1935
- Jalina, quillard 13.80 m, 1946[8], construit à Sartrouville en 1946[9], "un des meilleurs yachts de course-croisière français"[10]
- Danycan, 10.40 m quillard de course-croisière, 1949. En couverture de la revue Bateaux[11], restauration en cours[12] classé au monument historique en 2011
- Janabel, croiseur 17.60 m, 1951
- Gilliat IV, quillard 5.50 J.I., 1952
- Gillat V, quillard 5.50 J.I., longueur 9.57 m, construit chez Dossunet à Joinville le Pont en 1953- 1954 [13]
- Striana, 12 m CR (longueur 18.10 m), construit en 1955 chez Silvant (Conflans-Ste Honorine)
- Men Crenn, 9 m CR, longueur 13.70 m, arrière canoë, construit chez Pichavant (Pont l'Abbé)en 1955[14]
- Hallali, 12 m CR construit chez Jouët en 1956
- Corter ex Tai O Haé IV puis Candide, 11,72 m Course Croisière construit en 1956 chez Hamel Frères au Havre, navigue à Marseille (SNM)
- Jabadao, 8 m CR, longueur 12 m, construit en 1958 chez Jézéquel (Carantec)[15]
- Voilier mixte, 26 m construit en 1959 chez Macario à Deauville
- Talofa, 20 m chez Costantini (La Trinité sur Mer)
- Eiger, 12 m, construit en 1961 chez vandernotte
- Laïta, 9,60m, sloop, quillard, construit chantier BÉZIER (Reze) en 1962.
- Mad Fal, construit en 1965 chez Rameau (Etel)
- le Christabelle, monocoque de 12m construit pour Patrick Leroy chez vandernotte (Nantes) en 1966
- ketch 15.35 m, quillard construit chez Meeusen, 1967[16]
- Gianella II, construit chez Sangermani (Lavagna, Italie) en 196